# Улица Александра Самойленко
Улица Александра Самойленко (укр. Вулиця Олександра Самійленка) — улица в Деснянском районе города Чернигова. Пролегает от улицы Коммунальная до улицы Полины Осипенко.
Примыкают улицы Гончая, Елены Белевич.

## История
Переулок Котовского — название из-за расположенной поблизости улицы Котовского — проложен в конце 1930-х годов для индивидуального жилищного строительства.
В связи с переименованием улицы Котовского на улицу Долорес Ибаррури, в 1940 году переулок Котовского был преобразован в улицу Котовского — в честь российского революционера Григория Ивановича Котовского. После вхождения в черту города Чернигова села Масаны в декабре 1973 года, появилась ещё одна улица Котовского, которая в апреле 1974 года была переименована на улицу Ярослава Галана.
12 февраля 2016 года улица получила современное название — в честь украинского поэта Александра Степановича Самойленко, согласно Распоряжению городского главы В. А. Атрошенко Черниговского городского совета № 46-р «Про переименование улиц и переулков города» («Про перейменування вулиць та провулків міста»)

## Застройка
Улица пролегает в северном направлении. После примыкания Гончей улицы ручей Черторыйка разделяет улицу — без прямого автомобильного проезда. Парная и непарная стороны улицы заняты усадебной застройкой. 
Учреждения: нет.